# Ухорово
Ухорово (пол. Uchorowo) — село в Польщі, у гміні Мурована Ґосліна Познанського повіту Великопольського воєводства.
Населення — 485 осіб (2011).
У 1975-1998 роках село належало до Познанського воєводства.

## Демографія
Демографічна структура станом на 31 березня 2011 року:
|          | Загалом | Допрацездатний вік | Працездатний вік | Постпрацездатний вік |
| -------- | ------- | ------------------ | ---------------- | -------------------- |
| Чоловіки | 250     | 61                 | 172              | 17                   |
| Жінки    | 235     | 55                 | 144              | 36                   |
| Разом    | 485     | 116                | 316              | 53                   |